# Kloster Falkenhagen
Das Kloster Falkenhagen ist ein ehemaliges Zisterzienserinnenkloster am Fuße des Köterberges im Lügder Ortsteil Falkenhagen im früheren Land Lippe.

## Vorgeschichte der Gründung des Klosters in Falkenhagen

### Klostergründung als Sühneleistung

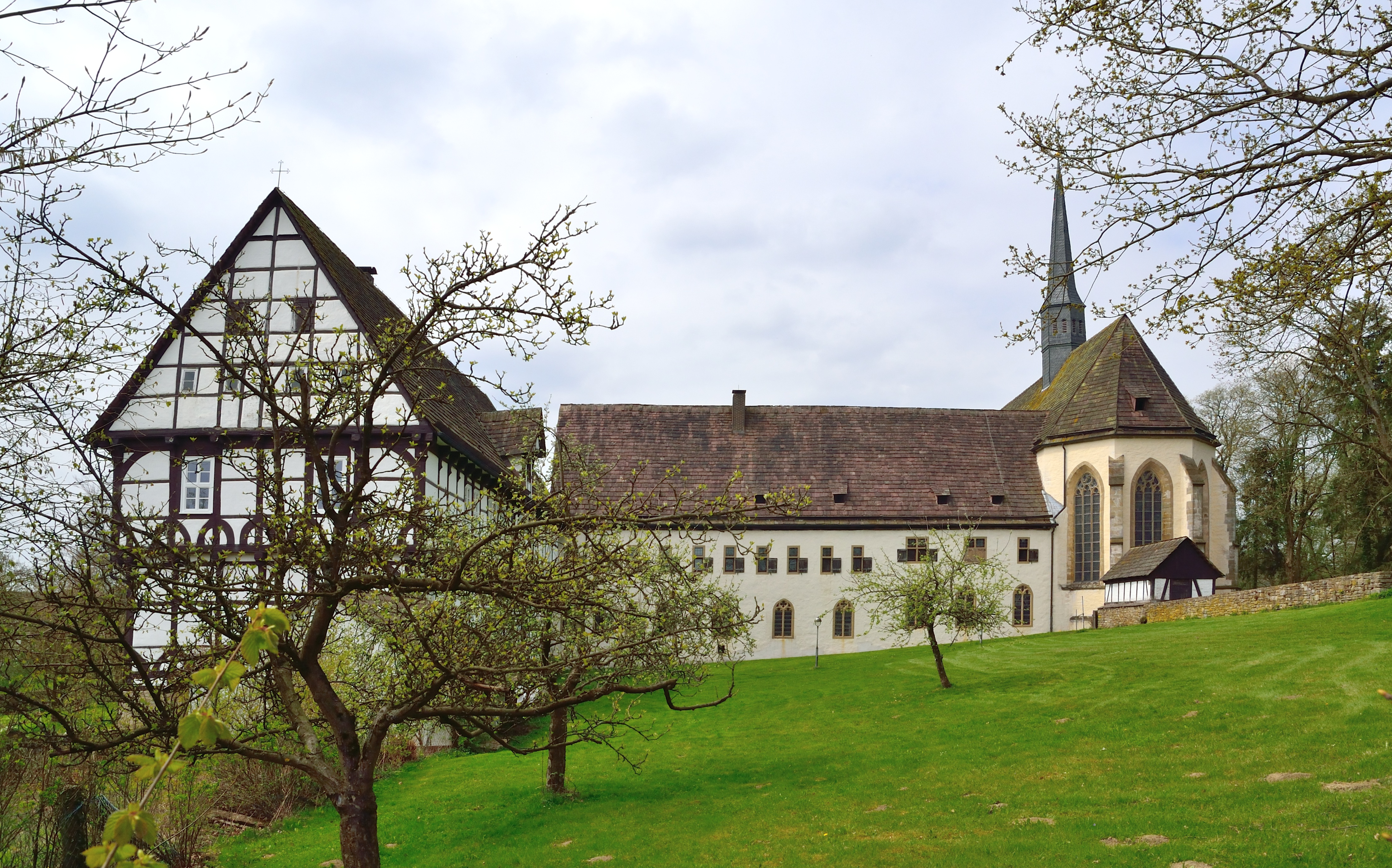
Klostergebäude Falkenhagen von Osten

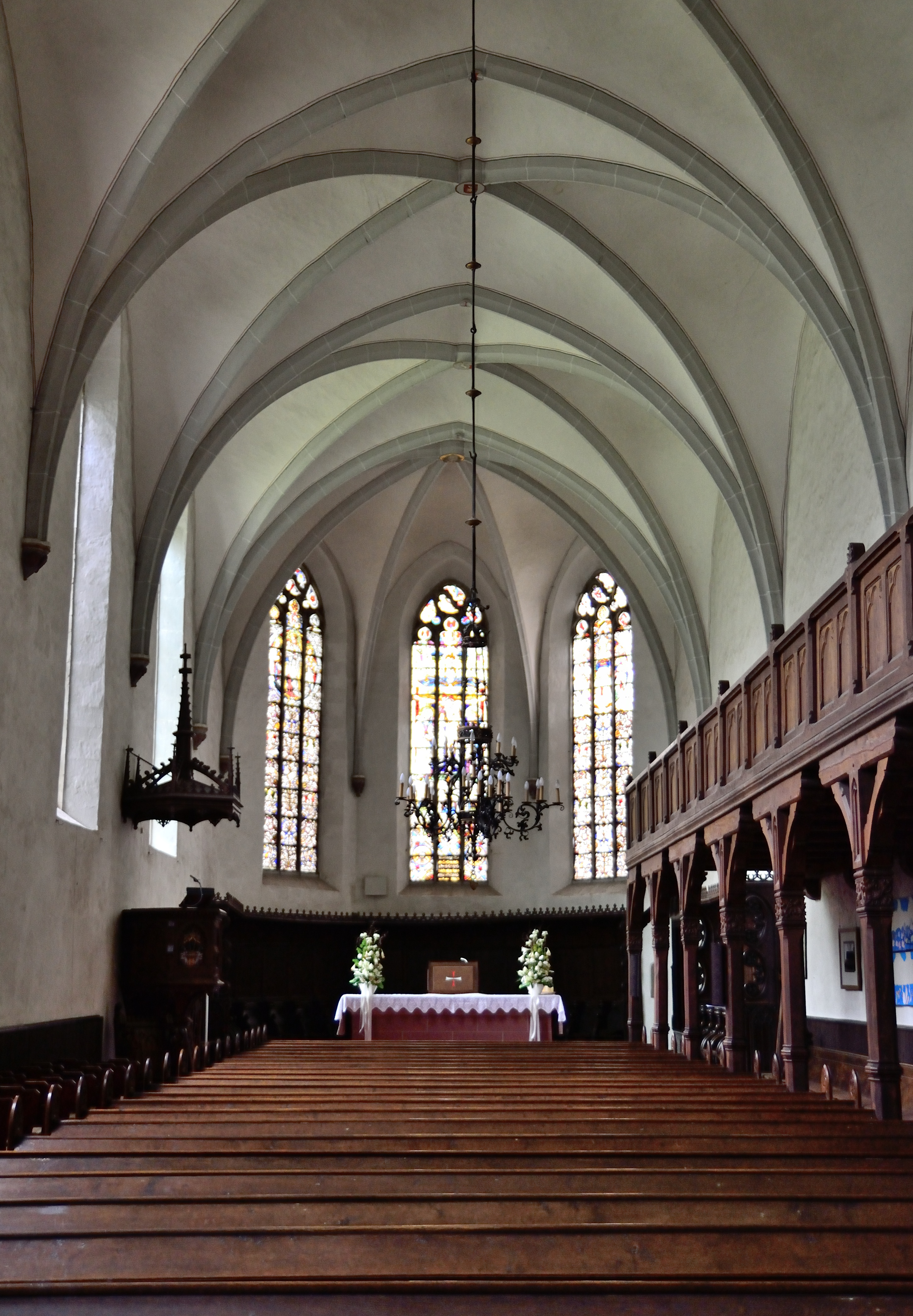
Innenansicht der Klosterkirche

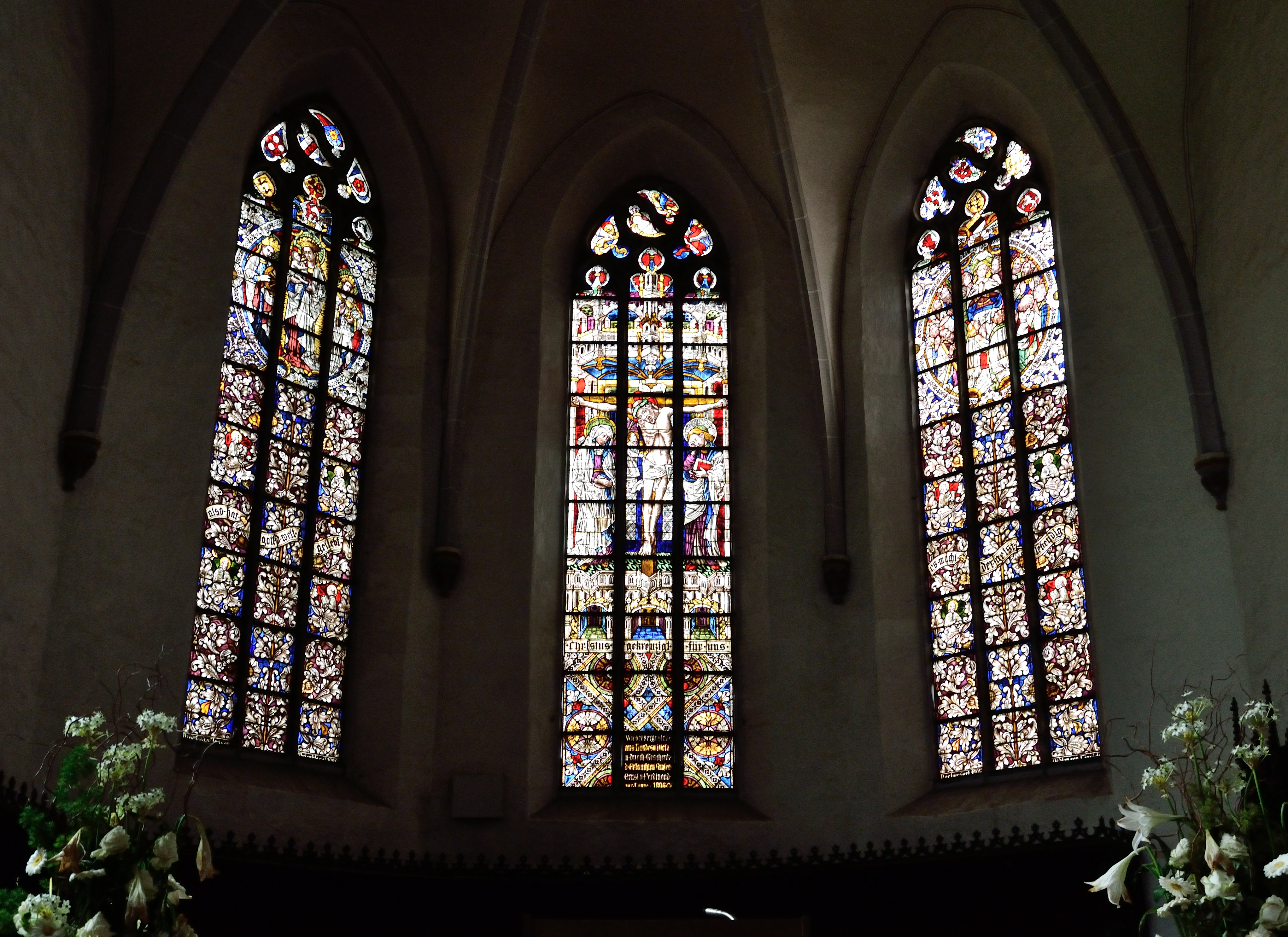
Chorfenster und Chorgestühl, um 1500

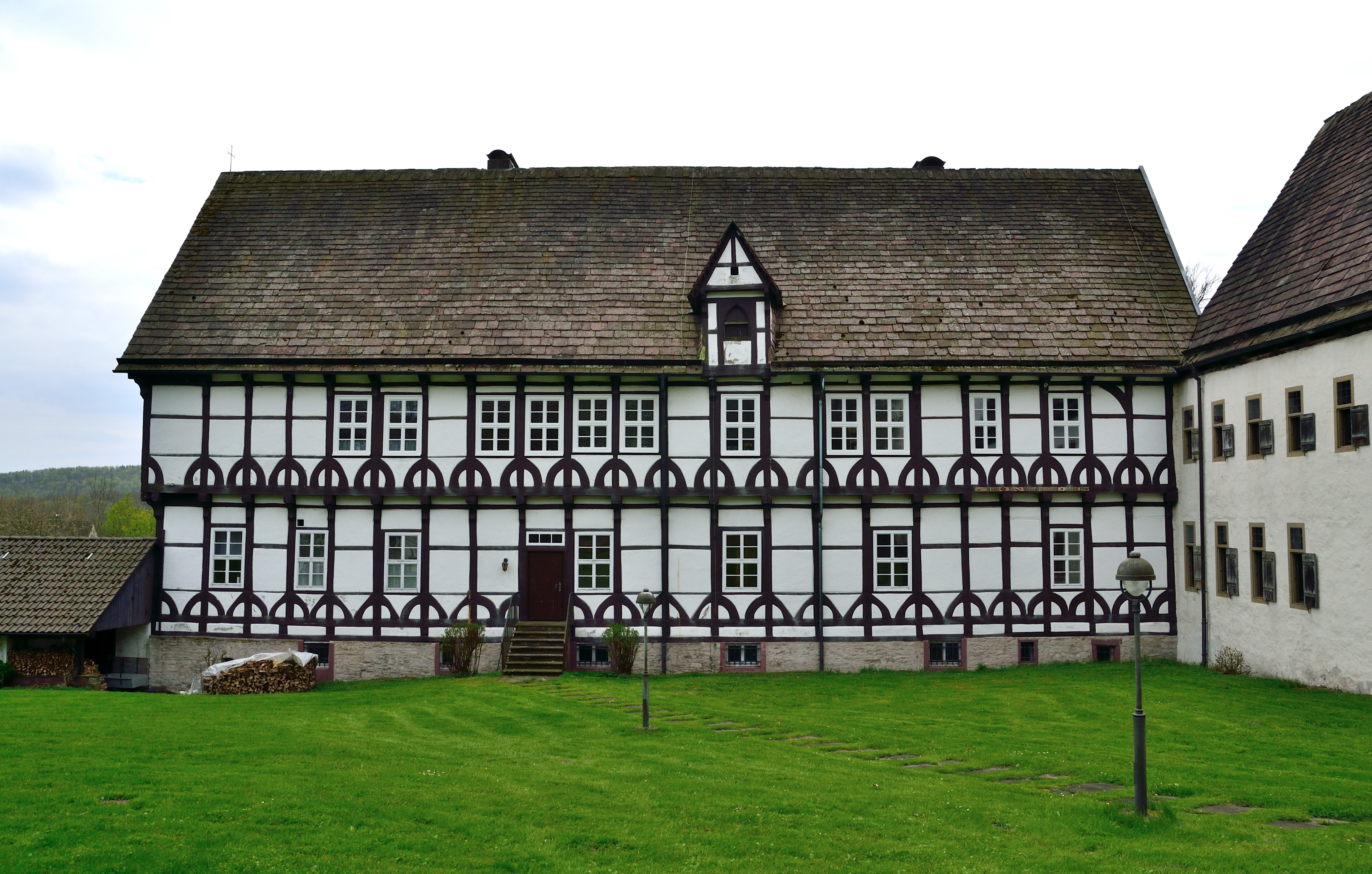
Ehemaliges Dormitorium von 1509

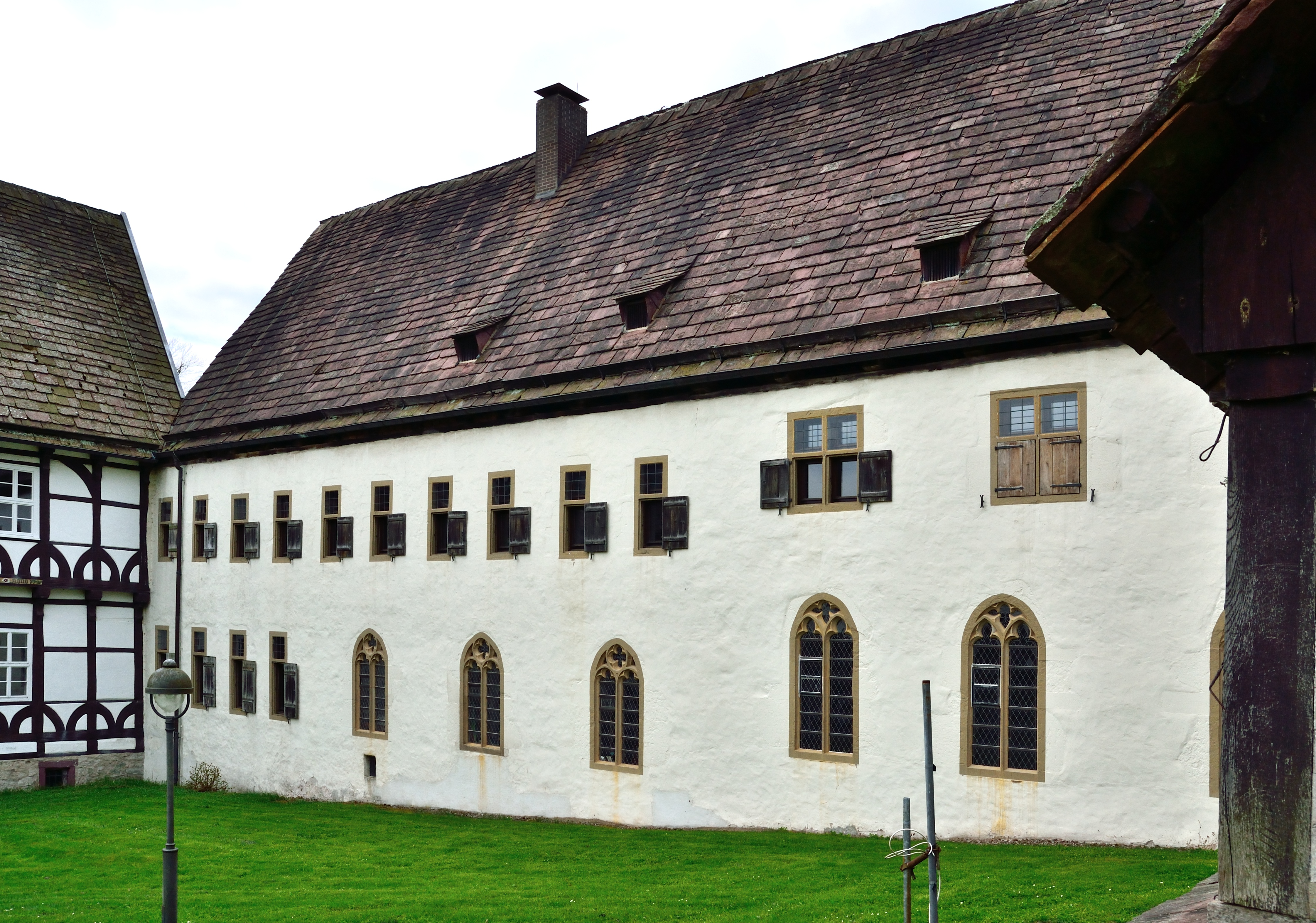
Kapitelsaal

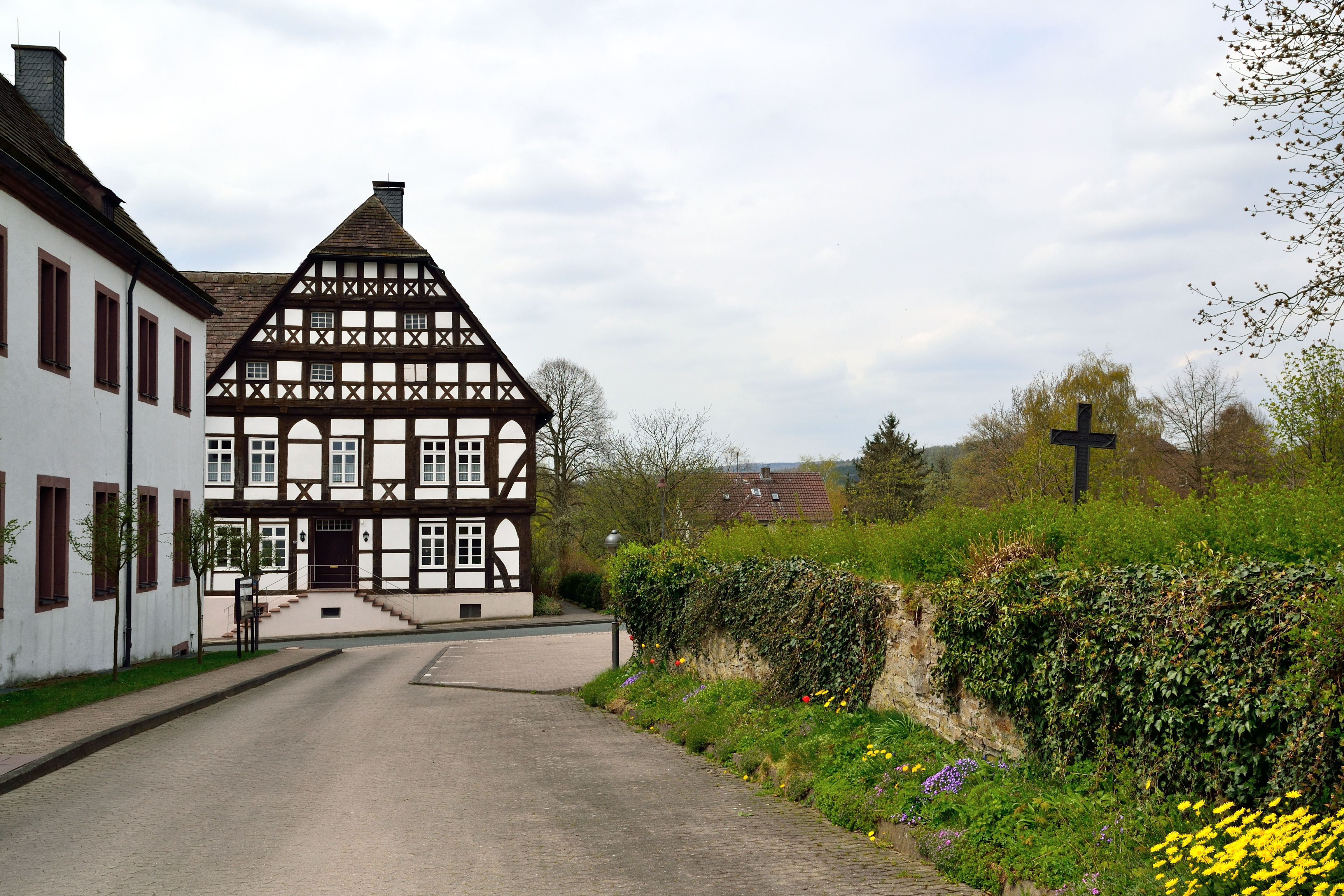
Ehemalige Priorei von 1581

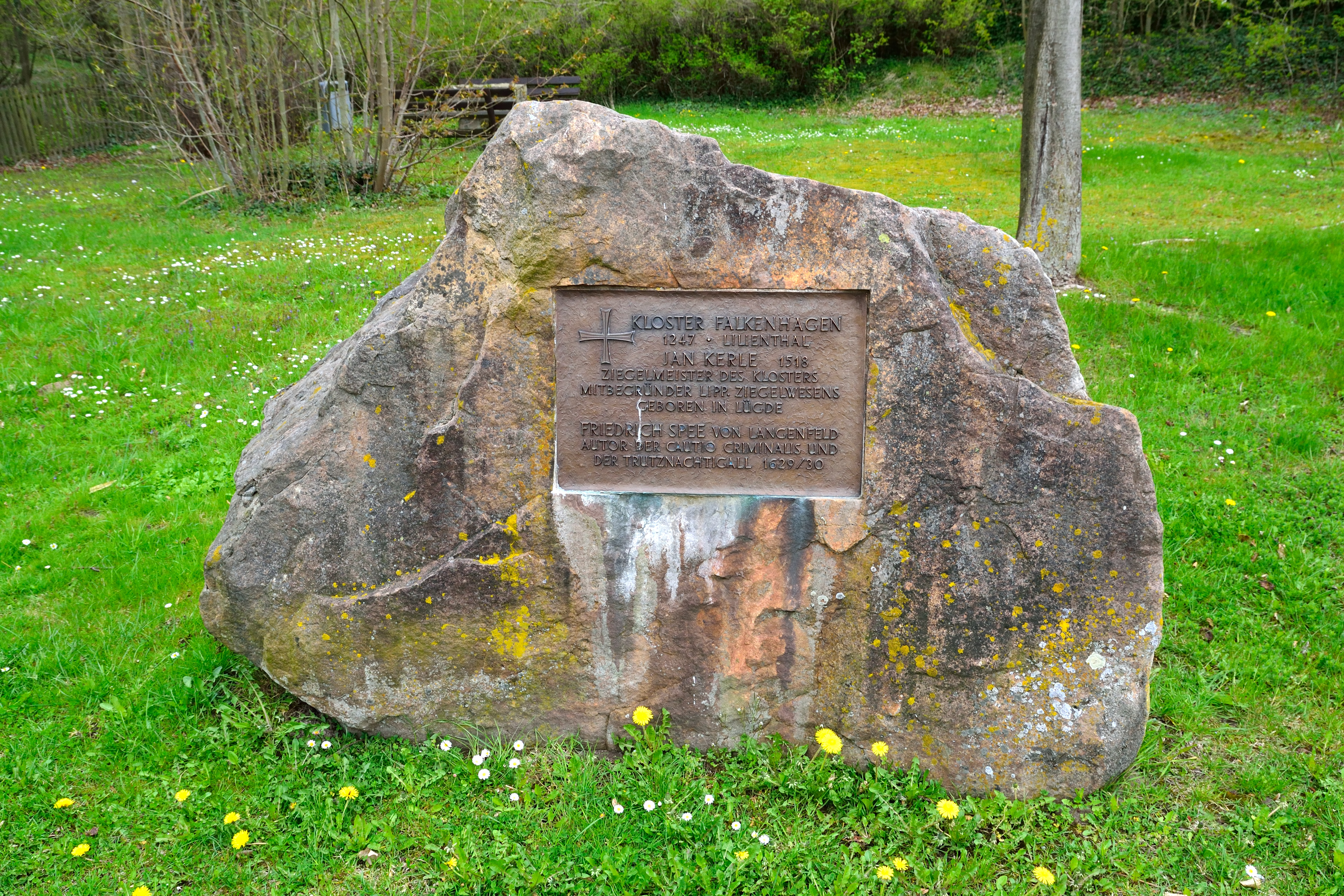
Friedrich Spee von Langenfeld – Gedenkstein

Zwischen den Grafen von Schwalenberg und dem Bistum Paderborn gab es zu Anfang des 13. Jahrhunderts verschiedene Streitpunkte. So hatten die Schwalenberger vor 1209 die Vogteien über die Klöster Gehrden und Willebadessen beansprucht, was sie auch mit Gewalt durchzusetzen suchten. Als Graf Adolf I. von Schwalenberg und Waldeck versuchte, die Herrschaft über die Stadt Korbach durch den Bau einer Stadtburg zu erlangen, und von den Bürgern den Lehnseid forderte, hielt Bischof Wilbrand von Paderborn in Korbach eine Versammlung ab, bei der er die Waldecker Lehen für eingezogen erklärte, die Bürger von dem Lehnseid entband und sie mit einem Treueeid auf sich als Landesherrn verpflichtete. Auf dem Rückweg wurde Wilbrand von Adolf I. überfallen und durch eine nicht näher bezeichnete „iniuria“ (dt.: „Ungerechtigkeit“) beleidigt. Der Bischof entkam jedoch dem Überfall und verhängte den Kirchenbann über den Grafen. An der sich nun entspinnenden Fehde war auch Adolfs Bruder Graf Volkwin IV. von Schwalenberg und Waldeck beteiligt. Während der im Winter fortgesetzten Fehde wurde auch die Stammburg der Schwalenberger, die Oldenburg, zerstört. Während der Karwoche 1227 baten dann die Grafen „auf Anraten vernünftiger Männer“ den Bischof barfüßig um Vergebung, und jeder der beiden gelobte zur Sühne ein Kloster zu gründen. Darüber wurde am 14. April 1227 eine Urkunde ausgefertigt, in der die Schwalenberger neben anderen Bedingungen auch auf die Vogteien über Gehrden und Willebadessen und ihre Ansprüche sowie den Burgenbau im Gebiet um Korbach verzichteten. Bereits 1228 gründete Graf Adolf I. das Kloster Marienthal in Netze.

### Kloster Burghagen
Graf Volkwin IV. gründete das Kloster in Burghagen mit einem St. Johannis-Patrozinium. Es wurde von Zisterzienserinnen aus Eisenach besiedelt. Gründeräbtissin war Kunigunde I. von Schwalenberg. Urkunden aus der Mitte des 13. Jahrhunderts führen den Ortsnamen in den Formen Burchagen und Burighagen an. Da in einer Urkunde von 1231 eine Kirche in Burghagen erwähnt wird, dort aber keine Pfarrei bestand, wird vermutet, dass es sich um die Klosterkirche handelt und das Kloster somit zwischen 1228 und 1231 gegründet wurde.
Zur Lage von Burghagen gibt es unterschiedliche Vermutungen. Einerseits wird jener Ort zwischen der Stadt Schwalenberg und Niese auf einer später de wöste Kerke genannten Flur vermutet, andererseits nordöstlich von Falkenhagen auf einer Flur Berkenhagen. Bei de wöste Kerke waren noch im 1882 Ruinen zu sehen, die von Preuß aber als von zu geringen Ausmaßen für ein Kloster und in Bezug auf die späteren Besitzungen des Klosters Falkenhagen als zu dezentral liegend empfunden werden. Für die Lage bei Berkenhagen führt er an, dass laut einer lokalen mündlichen Tradition das Kloster dort gegründet wurde, es dort angeblich „bis in die neuere Zeit“ Ruinen gab und dort ein Gut „Kerkhof“ liege, das das Kloster aber erst 1263 erworben hat. Abweichungen des Namens erklärt er mit schlechter mittelalterlicher Namensüberlieferung. Möglicherweise lag das Kloster Burghagen aber auch auf dem sogenannten Brink, an Stelle des späteren jüdischen Friedhofs in Rischenau.
Zwischen 1246, als Schenkungen an das Kloster und die Kirche in Burghagen beurkundet wurden, und 1249, als Papst Innozenz IV. dem Kloster unter der Bezeichnung monasterium de Valleliliorum (dt.: Kloster von Lilienthal), die wahrscheinlich erst das verlegte Kloster bezeichnete, und mit Angabe des neuen Marienpatroziniums seine Rechte bestätigte, wurde der Konvent dann aus unbekannten Gründen nach Falkenhagen verlegt. Nach einer späten Quelle aus der Zeit zwischen 1510 und 1535 verlegte Graf Volkwin IV. das Kloster auf Bitten seiner Tochter, der Äbtissin Kunigunde. Die erste ausdrückliche Benennung des Klosters mit dem Namen des neuen Orts stammt von 1251.

## Die Zisterzienserinnen in Falkenhagen
Ihr Kloster in Falkenhagen benannten die Schwestern als Kloster vallis liliorum (dt. Lilienthal). Wie viele Zisterzienserinnen lebte der Konvent zwar nach der Zisterzienserregel, war aber dem Orden von Citeaux, der lange keine Frauenklöster aufnahm, nicht inkorporiert. Die Klosterkirche St. Maria, Alexander und Gefährten war gleichzeitig Pfarrkirche. Zweite Äbtissin war wahrscheinlich die 1268 und 1298 erwähnte Kunigunde II. von Schwalenberg, eine Tochter Graf Volkwins IV. von Schwalenberg.
Das zunächst nicht sehr reich ausgestattete Kloster konnte seine Situation durch Spenden und dort zu gewinnende Ablässe verbessern. Doch während der Eversteinschen Fehde wurde das Kloster um 1407 verwüstet. Die letzte noch im Kloster lebende Nonne konnte ins Kloster Brenkhausen flüchten.

## Die Wilhelmiten und Kreuzherren in Falkenhagen
Auf Bitten Erzbischof Dietrichs von Köln, Administrator des Bistums Paderborn, versuchten sich 1429 Wilhelmitenbrüder aus Witzenhausen im verwüsteten Kloster niederzulassen. Weil ihr Aufbauversuch misslang, übertrug 1432 der Erzbischof das Klosterareal dem Orden vom Heiligen Kreuz (Kreuzherren). Da die ehemalige Grafschaft Schwalenberg als Samtherrschaft der Edelherren zur Lippe und der Fürstbischöfe von Paderborn verwaltet wurde, bestätigten auch erstere 1446 dem Kloster seine alten Rechte.
Um dieselbe Zeit begann der Wiederaufbau, der jedoch durch mehrere Katastrophen behindert wurde. In der Soester Fehde wurde das Kloster 1447 geplündert, im August 1479 brannten gerade fertiggestellte Wirtschaftsgebäude ab, und 1483 ist ein erster Pestumzug belegt, dem innerhalb eines halben Jahres 29 Mönche zum Opfer fielen. Dennoch konnten am 25. Oktober 1483 der Chor der neuen Kirche und am 21. Oktober 1487 die Kirche geweiht werden. Es kam während dieser Zeit unter Prior Heinrich von Bocholt (1457–1495) sogar zu einer solchen Blüte des Klosters, dass es als das größte und reichste des Ordens galt. 1518 lebten dort schließlich 89 Kreuzherren, davon 27 Priester, und 1522 begann das Kloster damit, wüstgefallene Dörfer des Umlandes wieder zu besiedeln. Doch erst 1533 wurde ein neuer Kreuzgang mit Friedhof geweiht.

Auch nach der Reformation blieb der Konvent katholisch, lehnte 1542 die Lippische Kirchenordnung ab und stellte nur unter Zwang einen Bruder für den lutherischen Gottesdienst zur Verfügung. Das Kloster wurde schließlich auf einen Schlag zum Krisenkonvent, als 1555 alle Angehörigen des Konvents bis auf zwei Laienbrüder an der Pest starben. Im protestantischen Umfeld des Klosters fanden sich nicht genug Novizen für einen Neuanfang. Deshalb kamen Dietrich von Fürstenberg als Fürstbischof von Paderborn und Graf Simon VI. zur Lippe 1596 überein, das Kloster, in dem noch 6 Priester und 3 Laienbrüder lebten, aufzulösen und den Besitz zwischen sich aufzuteilen.

## Die Jesuiten in Falkenhagen
Während Paderborn seinen Anteil (alle Wirtschaftsgebäude) 1604 den Jesuiten übertrug, fiel die Kirche mit Klausurgebäuden an den Grafen zur Lippe (Simon VI.). Dieser setzte einen lutherischen Prediger ein, der in den Wirren des Dreißigjährigen Krieges Falkenhagen verlassen musste. Seit 1649 ist die Kirchengemeinde ev.-reformiert.
Durch das Wirken der Jesuiten gelang es nach 1609, die Einwohner der bis dahin protestantischen Nachbarorte teils bis zur Hälfte zu rekatholisieren. Sie wurden 1620 von Graf Hermann zur Lippe, der konvertiert war, mit einem großzügigen Nachlass vor Ort bedacht und besetzten während des Dreißigjährigen Krieges leerstehende Klostergebäude, die sie später wieder verlassen mussten. Auf ihrem Gelände weihten sie 1695 eine eigene Kirche, die bis heute besteht.
Berühmtester Bewohner des Klosters war Friedrich Spee von Langenfeld, der sich 1629 und 1631 längere Zeit im Kloster aufhielt. Er soll hier an seiner Cautio Criminalis (dt.: „Rechtliche Bedenken“) gegen Hexenwahn und Folter gearbeitet haben, die 1631 im nicht weit entfernten Rinteln anonym herausgebracht wurde. Hieran erinnert vor Ort ein Gedenkstein. In der Nacht des 9. Februar 1631 haben Spee und der Koadjutor Henricus Mejer einen Übergriff von Räubern auf das Kloster beenden können.
Mit der Aufhebung des Jesuitenordens 1773 endete die Geschichte des Klosters. Über die Besitzungen kam es zu einem Rechtsstreit zwischen Paderborn und Lippe vor dem Reichshofrat, der mit einem Vergleich endete.

## Erhaltene Gebäude
Es sind die folgenden Gebäude zu nennen:
- In der 1487 geweihte Klosterkirche, heute evangelische Pfarrkirche, haben sich Glasmalereien von ca. 1500 in drei Chorfenstern und das gleich alte Chorgestühl erhalten.
- Südlich der Kirche findet sich ein Flügel des Kreuzgangs.
- Von den Klausurgebäuden ist das zweigeschossige Dormitorium von 1509, das als ältester Fachwerkbau in Lippe gilt, zu nennen, welches ein typisch spätmittelalterliches Fachwerkgefüge zeigt. Es dient als Pfarrhaus. Auch der Kapitelsaal ist erhalten.
- Westlich der Kirche findet sich mit dem katholischen Pfarrhaus die Fachwerk-Priorei aus dem Jahre 1581.
- Ein 1695 zur Kirche St. Michael umgestaltetes, massives Wohnhaus dient als katholische Pfarrkirche. Ein Umbau von 1929 hat den Charakter des Gebäudes wenig verändert.[14]